# Marieberg, Motala

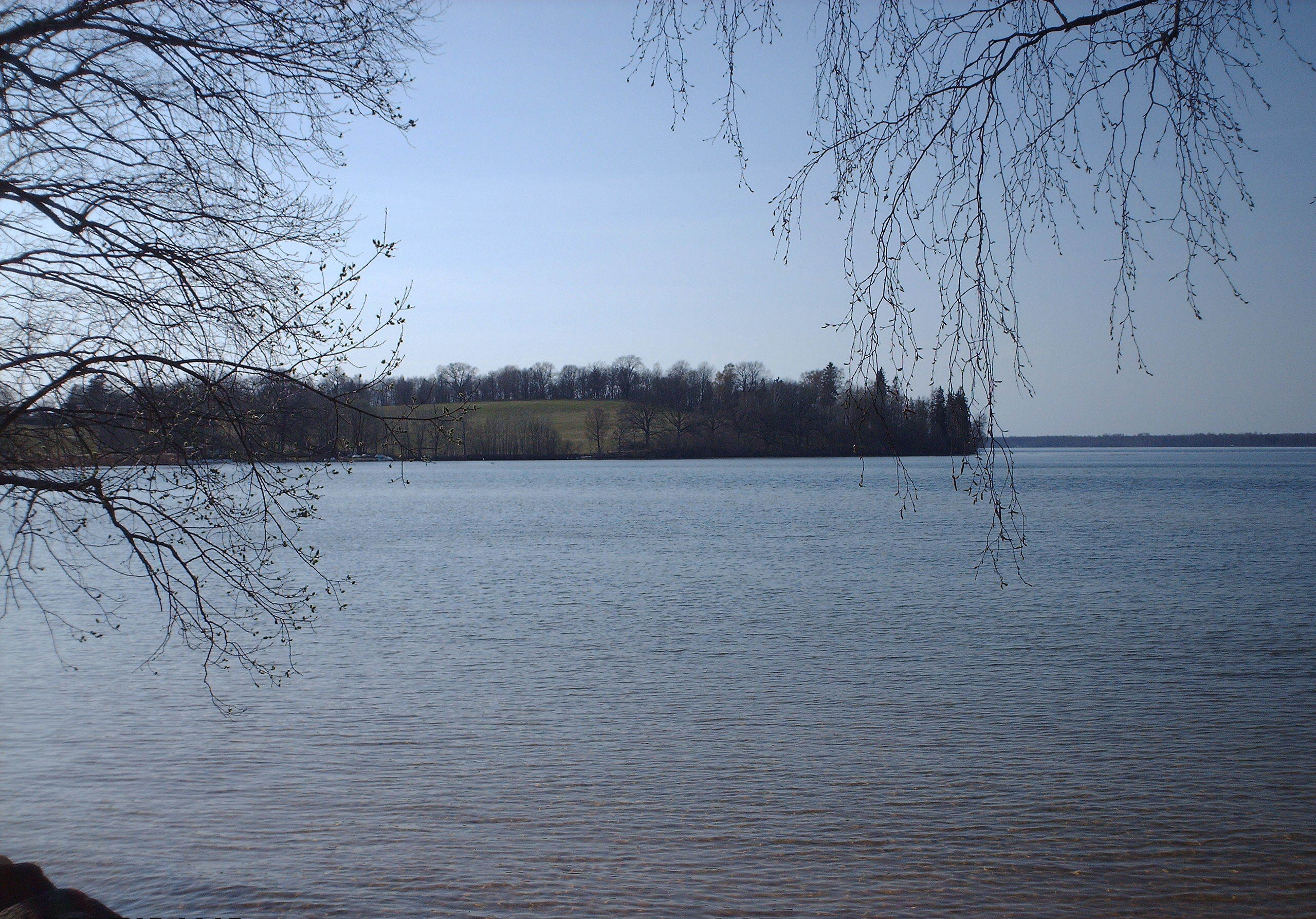
Mariebergsudden sedd från Varamon

Marieberg är en stadsdel som ligger i Motala mellan Varamoviken, Pariserviken och Väster. År 1863 avstyckades mark från Bispmotala gård och Mariebergs gård bildades, som sedan fått ge namn åt området. Huvudbyggnaden revs på 1980-talet, för att ge plats åt moderna villor. Det som minner om gården är ett vårdträd, grindstolpar och en allé. I Marieberg finns idag Mariebergsbadet, Folkets park, Mariebergsskolan och en vårdcentral.